# Septième district congressionnel du New Jersey
Le 7e district congressionnel du New Jersey comprend la totalité des comtés de Hunterdon et Warren ; et certaines parties des comtés de Morris, Somerset, Sussex et Union. Le district est représenté par le Républicain Thomas Kean Jr., qui a été élu pour la première fois en 2022, battant le Représentant Démocrate sortant Tom Malinowski.
Le district, qui est devenu plus diversifié sur le plan ethnique au fil du temps, est l'un des districts les plus riches des États-Unis, avec le cinquième revenu médian le plus élevé du pays.

## Géographie
Pour le 118e Congrès et les successifs (basés sur le redécoupage à la suite du recensement de 2020), le district contient tout ou partie de six comtés et 93 municipalités.

### Comté de Hunterdon(24)
La totalité des 24 municipalités

### Comté de Morris(12)
Chester Borough, Chester Township, Long Hill Township, Mendham Borough, Mendham Township (en partie; également dans le 11e), Mine Hill Township, Mount Arlington, Mount Olive Township, Netcong, Roxbury, Washington Township, Wharton

### Comté de Sommerset(13)
Bedminster, Bernards Township, Bernardsville, Branchburg, Bridgewater Township (en partie ; également dans le 12e), Far Hills, Green Brook Township, Hillsborough Township (en partie ; également dans le 12e), Peapack-Gladstone, Raritan, Somerville, Warren Township, Watchung

### Comté de Sussex(10)
Andover, Byram, Fredon, Green Township, Hopatcong, Ogdensburg, Sparta, Stanhope, Stillwater, Walpack

### Comté d'Union(12)
Berkeley Heights, Clark, Fanwood, Linden (en partie ; également dans le 10e), Mountainside, New Providence, Rahway, Scotch Plains, Springfield, Summit, Westfield, Winfield Township

### Comté de Warren(22)
La totalité des 22 municipalités

## Histoire
Lors des élections générales de 2012, le Représentant sortant Républicain Leonard Lance a occupé son siège contre son challenger Démocrate Upendra J. Chivukula. Lors des élections générales de 2010, le challenger Démocrate Ed Potosnak a défié Lance, mais Lance a battu Potosnak par une marge de 59 % à 41 %. Pour l'élection de 2012, Potosnak et l'ancien maire d'Edison, Jun Choi, ont annoncé leur candidature à l'investiture Démocrate,. Choi a abandonné la course en décembre 2011 après que le redécoupage ait déplacé son domicile d'Edison en dehors du 7e district. Potosnak a abandonné la course en janvier 2012 pour occuper le poste de directeur exécutif de la New Jersey League of Conservation Voters, laissant un champ momentanément vide pour l'investiture démocrate.

### Effets du redécoupage de 2000
Le 7e et le 12e district du New Jersey ont été redécoupés après le recensement de 2000 par un panel bipartisan. Par consensus au sein du panel, les partis Démocrate et Républicain ont convenu d'échanger des zones dans les deux districts afin de les rendre plus sûres pour leurs titulaires respectifs. Il est probable que ce compromis, qui a rendu le 7e district du New Jersey moins compétitive pour les démocrates, ait eu un effet sur le résultat des élections de 2006, qui ont été décidées par environ 3 000 voix. Les zones de l'ancien 7e district, telles que la ville de Franklin, qui avaient historiquement voté de manière fiable pour les démocrates, ont été déplacées dans le 12e district adjacent afin de consolider le Représentant Démocrate sortant Rush Holt, tandis que la ville républicaine de Millburn, a été retiré du 7e et divisé entre le 10e et le  11e district. De plus, Plainfield, fortement démocrate, a été déplacé du 7e au 6e district, déjà à tendance Démocrate. Malgré le redécoupage, le NJ-07 était toujours le district de la Chambre le plus compétitif du New Jersey et le seul considéré comme étant en jeu en 2006 par les experts politiques.
En 2008, Mike Ferguson (qui avait été élu pour la première fois en 2000, en remplacement de Bob Franks) n'a pas brigué un autre mandat. Linda Stender a remporté l'investiture Démocrate sans opposition, tandis que les électeurs républicains des primaires ont choisi le Sénateur d'État Leonard Lance sur huit candidats. Aux élections générales, Lance a battu la députée Linda Stender par une marge de 25 833 voix.

### Élection de 2018
Lors de la Primaire Démocrate, Malinowski l'a emporté avec 26 059 voix et 66,8 % des voix. Jacob a terminé deuxième avec 7 467 voix et 19,1 % des voix.
Lance a remporté la Primaire Républicaine avec 74,9 % et 24 856 voix,.
Lors des élections de 2018, Tom Malinowski, ancien Secrétaire d'État adjoint à la Démocratie, aux Droits de l'Homme et au Travail, était considéré comme le favori parmi les démocrates face au Représentant Républicain sortant Leonard Lance,. Malinowski a été soutenu par l'enseignante/avocate de Westfield Lisa Mandelblatt et l'avocat Scott Salmon lorsqu'ils se sont retirés de la course en février 2018,. Parmi les autres candidats à la Primaire démocrate figuraient l'avocat Goutam Jois et le travailleur social Peter Jacob, qui a été battu par Lance aux élections de 2016. Diane Moxley, membre du Parti Vert du New Jersey, a également annoncé son intention de briguer le siège. Lindsay Brown, chef de produit au New York Post et progressiste autoproclamée, s'est présentée à la Primaire Républicaine contre Lance. La directrice bancaire de Berkeley Heights, Linda Weber, et le défenseur de l'environnement, David Pringle, se sont retirés en mars 2018.
Au cours du quatrième trimestre 2017, la campagne Malinowski a récolté 528 000 $ tandis que le président sortant Lance a récolté 237 000 $. Jois a récolté 189 000 $ et Jacob 29 000 $,.
Malinowski a remporté le siège lors de l'élection avec 51,7 % des voix.

### Élection de 2020
Le Représentant sortant Tom Malinowski (D) s'est présenté sans contestation aux primaires du Parti Démocrate, remportant 100 % (80 334) des voix. Le challenger Thomas Kean Jr. (à droite) a battu Raafat Barsoom et Tom Phillips lors des primaires du Parti Républicain en obtenant 79,4 % (45 395) des voix.
Le titulaire Tom Malinowski (D) a battu le challenger Thomas Kean Jr. (R) aux élections générales par 1,2 points de pourcentage pour le 7e district du Congrès du New Jersey le 3 novembre 2020. La course devait être compétitive, le 7e du New Jersey étant l'un des 40 sièges remportés par les démocrates lors des élections de mi-mandat de 2018.

### Redécoupage et élection de 2022
La Commission de redécoupage du Congrès du New Jersey a modifié les limites du district à compter du 6 janvier 2022. [2] Bien que le district reste compétitif, le district est plus républicain qu'il ne l'était auparavant.
Le titulaire Tom Malinowski (D) a de nouveau affronté le challenger de 2020 Thomas Kean Jr. en 2022. Lors des élections générales du 8 novembre 2022, Kean a prévalu, renversant Malinowski. C’était l’une des 18 circonscriptions qui auraient voté pour Joe Biden à l’élection présidentielle de 2020 si elles avaient existé dans leur configuration actuelle tout en ayant été remportées ou détenues par un Républicain en 2022.

## Historique de vote
Selon les frontière actuelles (depuis 2023) :
| Année | Poste      | Résultats                   |
| ----- | ---------- | --------------------------- |
| 2016  | Président  | Trump 50,8 % – 45,2 %       |
| 2017  | Gouverneur | Guadagno 54,3 % – 43,3 %    |
| 2018  | Sénateur   | Hugin 53,2 % – 43,4 %       |
| 2020  | Président  | Biden 51,0 % – 47,4 %       |
| 2020  | Sénateur   | Booker 49,2 % – 49,0 %      |
| 2021  | Gouverneur | Ciattarelli 55,8 % – 43,4 % |

Selon les anciennes frontières :
| Année | Poste      | Résultats                   |
| ----- | ---------- | --------------------------- |
| 2000  | Président  | Gore 54,0 % – 43,0 %        |
| 2004  | Président  | Bush 53,0 % – 47,0 %        |
| 2008  | Président  | Obama 51,0 % – 48,0 %       |
| 2012  | Président  | Romney 52,5 % – 46,3 %      |
| 2016  | Président  | Clinton 48,6 % – 47,5 %     |
| 2017  | Gouverneur | Guadagno 52,2 % – 45,5 %    |
| 2020  | Président  | Biden 54,2 % – 44,3 %       |
| 2020  | Sénateur   | Booker 52,1 % – 46,3 %      |
| 2021  | Gouverneur | Ciattarelli 52,7 % – 46,5 % |

## Liste des Représentants du district
| Membre                           | Parti       | Années                            | Congrès     | Histoire électorale | Zone géographique |
| -------------------------------- | ----------- | --------------------------------- | ----------- | --- | --- |
| District établit le 4 mars 1872  |             |                                   |             | | |
| Isaac W. Scudder (en)            | Républicain | 4 mars 1873 - 3 mars 1875         | 43e         | Élu en 1872. Retrait. | 1873–1893 Comté d'Hudson |
| Augustus Albert Hardenbergh (en) | Démocrate   | 4 mars 1875 - 3 mars 1879         | 44e , 45e   | Élu en 1874. Réélu en 1876. Retrait. | 1873–1893 Comté d'Hudson |
| Lewis A. Brigham (en)            | Républicain | 4 mars 1879 - 3 mars 1881         | 46e         | Élu en 1878. Perd sa réélection. | 1873–1893 Comté d'Hudson |
| Augustus Albert Hardenbergh (en) | Démocrate   | 4 mars 1881 - 3 mars 1883         | 47e         | Élu en 1880. Retrait. | 1873–1893 Comté d'Hudson |
| William McAdoo (en)              | Démocrate   | 4 mars 1883 - 3 mars 1891         | 48e - 51e   | Élu en 1882. Réélu en 1884. Réélu en 1886. Réélu en 1888. Perd sa renomination. | 1873–1893 Comté d'Hudson |
| Edward F. McDonald (en)          | Démocrate   | 4 mars 1891 - 5 novembre 1892     | 52e         | Élu en 1890. Décès. | 1873–1893 Comté d'Hudson |
| Vacant                           | Vacant      | 5 novembre 1892 - 3 mars 1893     | 52e         | | 1873–1893 Comté d'Hudson |
| George Bragg Fielder (en)        | Démocrate   | 4 mars 1893 - 3 mars 1895         | 53e         | Élu en 1892. Retrait. | 1893–1895 Harrison, Hoboken, Jersey City et Kearney (incluant les frontières actuelles d'East Newark) |
| Thomas McEwan Jr. (en)           | Républicain | 4 mars 1895 - 3 mars 1899         | 54e , 55e   | Élu en 1894. Réélu en 1896. Retrait. | 1895–1903 Comté d'Hudson (à l'exception de Bayonne) |
| William David Daly (en)          | Démocrate   | 4 mars 1899 - 31 juillet 1900     | 56e         | Élu en 1898. Décès. | 1895–1903 Comté d'Hudson (à l'exception de Bayonne) |
| Vacant                           | Vacant      | 31 juillet 1900 - 3 décembre 1900 | 56e         | | 1895–1903 Comté d'Hudson (à l'exception de Bayonne) |
| Allan Langdon McDermott (en)     | Démocrate   | 3 décembre 1900 - 3 mars 1903     | 56e , 57e   | Élu pour terminer le mandat de Daly. Redécoupage vers le 10e district. | 1895–1903 Comté d'Hudson (à l'exception de Bayonne) |
| Richard W. Parker (en)           | Républicain | 4 mars 1903 - 3 mars 1911         | 58e - 61e   | Redécoupage depuis le 6e district et réélu en 1902. Réélu en 1904. Réélu en 1906. Réélu en 1908. Perd sa réélection. | 1903–1913 Partie Nord du Comté d'Essex (à l'exception d'Irvington, Maplewood, Millburn, South Orange et des parites de Newarkà |
| Edward W. Townsend (en)          | Démocrate   | 4 mars 1911 - 3 mars 1913         | 62e         | Élu en 1910. Redécoupage vers le 10e district. | 1903–1913 Partie Nord du Comté d'Essex (à l'exception d'Irvington, Maplewood, Millburn, South Orange et des parites de Newarkà |
| Robert G. Bremner (en)           | Démocrate   | 4 mars 1913 - 5 février 1914      | 63e         | Élu en 1912. Décès. | 1913–1933 Sud du Comté de Passaic (Clifton, Haledon, Hawthorne, Little Falls, North Haledon, Passaic, Paterson, Prospect Park, Totowa, Wayne et West Paterson)                                                                         |
| Vacant                           | Vacant      | 5 février 1914 - 7 avril 1914     | 63e         | | 1913–1933 Sud du Comté de Passaic (Clifton, Haledon, Hawthorne, Little Falls, North Haledon, Passaic, Paterson, Prospect Park, Totowa, Wayne et West Paterson)                                                                         |
| Dow H. Drukker (en)              | Républicain | 7 avril 1914 - 3 mars 1919        | 63e - 65e   | Élu pour terminer le mandat de Bremner. Réélu en 1914. Réélu en 1916. Retrait. | 1913–1933 Sud du Comté de Passaic (Clifton, Haledon, Hawthorne, Little Falls, North Haledon, Passaic, Paterson, Prospect Park, Totowa, Wayne et West Paterson)                                                                         |
| Amos H. Radcliffe (en)           | Républicain | 4 mars 1919 - 3 mars 1923         | 66e , 67e   | Élu en 1918. Réélu en 1920. Perd sa renomination. | 1913–1933 Sud du Comté de Passaic (Clifton, Haledon, Hawthorne, Little Falls, North Haledon, Passaic, Paterson, Prospect Park, Totowa, Wayne et West Paterson)                                                                         |
| George N. Seger (en)             | Républicain | 4 mars 1923 - 3 mars 1933         | 68e - 72e   | Élu en 1922. Réélu en 1924. Réélu en 1926. Réélu en 1928. Réélu en 1930. Redécoupage vers le 8e district. | 1913–1933 Sud du Comté de Passaic (Clifton, Haledon, Hawthorne, Little Falls, North Haledon, Passaic, Paterson, Prospect Park, Totowa, Wayne et West Paterson)                                                                         |
| Randolph Perkins (en)            | Républicain | 4 mars 1933 - 25 mai 1936         | 73e , 74e   | Redécoupage depuis le 6e district et réélu en 1932. Réélu en 1934. Décès. | 1933–1967: Huntderon, Sussex, Warren, parties de Bergen la Partie Nord de Passaic (Ringwood et West Milford) |
| Vacant                           | Vacant      | 25 mai 1936 - 3 janvier 1937      | 74e         | | 1933–1967: Huntderon, Sussex, Warren, parties de Bergen la Partie Nord de Passaic (Ringwood et West Milford) |
| J. Parnell Thomas                | Républicain | 3 janvier 1937 - 2 janvier 1950   | 74e - 81e   | Élu en 1936. Réélu en 1938 Réélu en 1940. Réélu en 1942. Réélu en 1944. Réélu en 1946. Réélu en 1948. Démissionne après avoir été condamné pour fraude. | 1933–1967: Huntderon, Sussex, Warren, parties de Bergen la Partie Nord de Passaic (Ringwood et West Milford) |
| Vacant                           | Vacant      | 2 janvier 1950 - 6 février 1950   | 81e         | | 1933–1967: Huntderon, Sussex, Warren, parties de Bergen la Partie Nord de Passaic (Ringwood et West Milford) |
| William B. Widnall (en)          | Républicain | 6 février 1950 - 31 décembre 1974 | 81e - 93e   | Élu pour terminer le mandat de Thomas. Réélu en 1950. Réélu en 1952. Réélu en 1954. Réélu en 1956. Réélu en 1958. Réélu en 1960. Réélu en 1962. Réélu en 1964. Réélu en 1966. Réélu en 1968. Réélu en 1970. Réélu en 1972. Perd sa réélection et démissionne plus tôt. | 1933–1967: Huntderon, Sussex, Warren, parties de Bergen la Partie Nord de Passaic (Ringwood et West Milford) |
| William B. Widnall (en)          | Républicain | 6 février 1950 - 31 décembre 1974 | 81e - 93e   | Élu pour terminer le mandat de Thomas. Réélu en 1950. Réélu en 1952. Réélu en 1954. Réélu en 1956. Réélu en 1958. Réélu en 1960. Réélu en 1962. Réélu en 1964. Réélu en 1966. Réélu en 1968. Réélu en 1970. Réélu en 1972. Perd sa réélection et démissionne plus tôt. | 1967–1983 Partie Ouest du Comté de Bergen |
| Andrew Maguire (en)              | Démocrate   | 3 janvier 1975 - 3 janvier 1981   | 94e - 96e   | Élu en 1974. Réélu en 1976. Réélu en 1978. Perd sa réélection. | |
| Marge Roukema                    | Républicain | 3 janvier 1981 - 3 janvier 1983   | 97e         | Élue en 1980. Redécoupage vers le 5e district. | |
| Matthew John Rinaldo (en)        | Républicain | 3 janvier 1983 - 3 janvier 1993   | 98e - 102e  | Redécoupage depuis le 12e district et réélu en 1982. Réélu en 1984. Réélu en 1986. Réélu en 1988. Réélu en 1990. Retrait. | 1983–1985 Parties de Mercer (Princeton et Princeton Borough), Middlesex (Cranbury, Jamesburg, Monroe, North Brunswick, South Brunswick), Monmouth (Freehold, Freehold Borough, Marlboro et Millstone), Partie Est de Somerset et Union |
| Matthew John Rinaldo (en)        | Républicain | 3 janvier 1983 - 3 janvier 1993   | 98e - 102e  | Redécoupage depuis le 12e district et réélu en 1982. Réélu en 1984. Réélu en 1986. Réélu en 1988. Réélu en 1990. Retrait. | 1985–1993 Parties d'Essex (Millburn), Middlesex (Dunellen et Middlesex Borough), Sommerset et Union |
| Bob Franks (en)                  | Républicain | 3 janvier 1993 - 3 janvier 2001   | 103e - 106e | Élu en 1992. Réélu en 1994. Réélu en 1996. Réélu en 1998. Retrait pour se présenter comme Sénateur des États-Unis. | 1993–2003 Parties d'Essex, Middlesex, Somerset et Union |
| Mike Ferguson (en)               | Républicain | 3 janvier 2001 - 3 janvier 2009   | 107e - 110e | Élu en 2000. Réélu en 2002. Réélu en 2004. Réélu en 2006. Retrait. | 1993–2003 Parties d'Essex, Middlesex, Somerset et Union |
| Mike Ferguson (en)               | Républicain | 3 janvier 2001 - 3 janvier 2009   | 107e - 110e | Élu en 2000. Réélu en 2002. Réélu en 2004. Réélu en 2006. Retrait. | 2003–2013 Parties d'Hunterdon, Middlesex, Somerset et Union |
| Leonard Lance                    | Républicain | 3 janvier 2009 - 3 janvier 2019   | 111e - 115e | Élu en 2008. Réélu en 2010. Réélu en 2012. Réélu en 2014. Réélu en 2016. Perd sa réélection. | |
| Leonard Lance                    | Républicain | 3 janvier 2009 - 3 janvier 2019   | 111e - 115e | Élu en 2008. Réélu en 2010. Réélu en 2012. Réélu en 2014. Réélu en 2016. Perd sa réélection. | 2013–2023: Hunterdon et des Parties d'Essex (Millburn), Morris, Somerset, Union et Warren |
| Tom Malinowski                   | Démocrate   | 3 janvier 2019 - 3 janvier 2023   | 116e , 117e | Élu en 2018. Réélu en 2020. Perd sa réélection. | |
| Thomas Kean Jr.                  | Républicain | 3 janvier 2023 - Présent          | 118e        | Élu en 2022. | 2023–Présent Warren, Hunterdon, et des parties de Morris, Somerset, Sussex et Union |

## Résultats des récentes élections
Voici le résultat des dix précédents cycles électoraux dans le district.

### 2004
| Élection de 2004 du 7e district congressionnel du New Jersey | Élection de 2004 du 7e district congressionnel du New Jersey | Élection de 2004 du 7e district congressionnel du New Jersey | Élection de 2004 du 7e district congressionnel du New Jersey | Élection de 2004 du 7e district congressionnel du New Jersey |
| ------------------------------------------------------------ | ------------------------------------------------------------ | ------------------------------------------------------------ | ------------------------------------------------------------ | ------------------------------------------------------------ |
| Parti                                                        | Parti                                                        | Candidat                                                     | Votes                                                        | %                                                            |
|                                                              | Républicain                                                  | Mike Ferguson (en) (sortant)                                 | 162 597                                                      | 56,9                                                         |
|                                                              | Démocrate                                                    | Steve Brozak                                                 | 119 081                                                      | 41,7                                                         |
|                                                              | Indépendant                                                  | Thomas Abrams                                                | 2153                                                         | 0,8                                                          |
|                                                              | Indépendant                                                  | Matthew Williams                                             | 2046                                                         | 0,7                                                          |
| Total des votes                                              | Total des votes                                              | Total des votes                                              | 285 877                                                      | 100%                                                         |
|                                                              | Les Républicains conservent                                  |                                                              |                                                              |                                                              |

### 2006
| Élection de 2006 du 7e district congressionnel du New Jersey | Élection de 2006 du 7e district congressionnel du New Jersey | Élection de 2006 du 7e district congressionnel du New Jersey | Élection de 2006 du 7e district congressionnel du New Jersey | Élection de 2006 du 7e district congressionnel du New Jersey |
| ------------------------------------------------------------ | ------------------------------------------------------------ | ------------------------------------------------------------ | ------------------------------------------------------------ | ------------------------------------------------------------ |
| Parti                                                        | Parti                                                        | Candidat                                                     | Votes                                                        | %                                                            |
|                                                              | Républicain                                                  | Mike Ferguson (en) (sortant)                                 | 98 399                                                       | 49,4                                                         |
|                                                              | Démocrate                                                    | Linda Stender                                                | 95 454                                                       | 48,0                                                         |
|                                                              | Indépendant                                                  | Thomas Abrams                                                | 3176                                                         | 1,6                                                          |
|                                                              | Libertarien                                                  | Darren Young                                                 | 2046                                                         | 1,0                                                          |
| Total des votes                                              | Total des votes                                              | Total des votes                                              | 199 075                                                      | 100%                                                         |
|                                                              | Les Républicains conservent                                  |                                                              |                                                              |                                                              |

### 2008
| Élection de 2008 du 7e district congressionnel du New Jersey | Élection de 2008 du 7e district congressionnel du New Jersey | Élection de 2008 du 7e district congressionnel du New Jersey | Élection de 2008 du 7e district congressionnel du New Jersey | Élection de 2008 du 7e district congressionnel du New Jersey |
| ------------------------------------------------------------ | ------------------------------------------------------------ | ------------------------------------------------------------ | ------------------------------------------------------------ | ------------------------------------------------------------ |
| Parti                                                        | Parti                                                        | Candidat                                                     | Votes                                                        | %                                                            |
|                                                              | Républicain                                                  | Leonard Lance                                                | 142 092                                                      | 50,8                                                         |
|                                                              | Démocrate                                                    | Linda Stender                                                | 116 255                                                      | 41,6                                                         |
|                                                              | Indépendant                                                  | Michael Hsing                                                | 15 826                                                       | 5,7                                                          |
|                                                              | Indépendant                                                  | Dean Greco                                                   | 3008                                                         | 1,1                                                          |
|                                                              | Indépendant                                                  | Thomas Abrams                                                | 2408                                                         | 0,9                                                          |
| Total des votes                                              | Total des votes                                              | Total des votes                                              | 279 589                                                      | 100%                                                         |
|                                                              | Les Républicains conservent                                  |                                                              |                                                              |                                                              |

### 2010
| Élection de 2010 du 7e district congressionnel du New Jersey | Élection de 2010 du 7e district congressionnel du New Jersey | Élection de 2010 du 7e district congressionnel du New Jersey | Élection de 2010 du 7e district congressionnel du New Jersey | Élection de 2010 du 7e district congressionnel du New Jersey |
| ------------------------------------------------------------ | ------------------------------------------------------------ | ------------------------------------------------------------ | ------------------------------------------------------------ | ------------------------------------------------------------ |
| Parti                                                        | Parti                                                        | Candidat                                                     | Votes                                                        | %                                                            |
|                                                              | Républicain                                                  | Leonard Lance (sortant)                                      | 104 642                                                      | 59,4                                                         |
|                                                              | Démocrate                                                    | Ed Potosnak                                                  | 71 486                                                       | 40,6                                                         |
| Total des votes                                              | Total des votes                                              | Total des votes                                              | 176 128                                                      | 100%                                                         |
|                                                              | Les Républicains conservent                                  |                                                              |                                                              |                                                              |

### 2012
| Élection de 2012 du 7e district congressionnel du New Jersey | Élection de 2012 du 7e district congressionnel du New Jersey | Élection de 2012 du 7e district congressionnel du New Jersey | Élection de 2012 du 7e district congressionnel du New Jersey | Élection de 2012 du 7e district congressionnel du New Jersey |
| ------------------------------------------------------------ | ------------------------------------------------------------ | ------------------------------------------------------------ | ------------------------------------------------------------ | ------------------------------------------------------------ |
| Parti                                                        | Parti                                                        | Candidat                                                     | Votes                                                        | %                                                            |
|                                                              | Républicain                                                  | Leonard Lance (sortant)                                      | 175 662                                                      | 57,2                                                         |
|                                                              | Démocrate                                                    | Upendra Chivukula                                            | 123 057                                                      | 40,0                                                         |
|                                                              | Indépendant                                                  | Dennis Breen                                                 | 4518                                                         | 1,5                                                          |
|                                                              | Libertarien                                                  | Patrick McKnight                                             | 4078                                                         | 1,3                                                          |
| Total des votes                                              | Total des votes                                              | Total des votes                                              | 307 315                                                      | 100%                                                         |
|                                                              | Les Républicains conservent                                  |                                                              |                                                              |                                                              |

### 2014
| Élection de 2014 du 7e district congressionnel du New Jersey | Élection de 2014 du 7e district congressionnel du New Jersey | Élection de 2014 du 7e district congressionnel du New Jersey | Élection de 2014 du 7e district congressionnel du New Jersey | Élection de 2014 du 7e district congressionnel du New Jersey |
| ------------------------------------------------------------ | ------------------------------------------------------------ | ------------------------------------------------------------ | ------------------------------------------------------------ | ------------------------------------------------------------ |
| Parti                                                        | Parti                                                        | Candidat                                                     | Votes                                                        | %                                                            |
|                                                              | Républicain                                                  | Leonard Lance (sortant)                                      | 104 287                                                      | 59,25                                                        |
|                                                              | Démocrate                                                    | Janice Kovach                                                | 68 232                                                       | 38,77                                                        |
|                                                              | Libertarien                                                  | Jim Gawron                                                   | 3478                                                         | 1,98                                                         |
| Total des votes                                              | Total des votes                                              | Total des votes                                              | 175 997                                                      | 100%                                                         |
|                                                              | Les Républicains conservent                                  |                                                              |                                                              |                                                              |

### 2016
| Élection de 2016 du 7e district congressionnel du New Jersey | Élection de 2016 du 7e district congressionnel du New Jersey | Élection de 2016 du 7e district congressionnel du New Jersey | Élection de 2016 du 7e district congressionnel du New Jersey | Élection de 2016 du 7e district congressionnel du New Jersey |
| ------------------------------------------------------------ | ------------------------------------------------------------ | ------------------------------------------------------------ | ------------------------------------------------------------ | ------------------------------------------------------------ |
| Parti                                                        | Parti                                                        | Candidat                                                     | Votes                                                        | %                                                            |
|                                                              | Républicain                                                  | Leonard Lance (sortant)                                      | 185 850                                                      | 54,08                                                        |
|                                                              | Démocrate                                                    | Peter Jacob                                                  | 148 188                                                      | 43,12                                                        |
|                                                              | Libertarien                                                  | Dan O'Neill                                                  | 5343                                                         | 1,56                                                         |
|                                                              | Conservateur (en)                                            | Arthur T; Haussman, Jr.                                      | 4254                                                         | 1,24                                                         |
| Total des votes                                              | Total des votes                                              | Total des votes                                              | 343 635                                                      | 100%                                                         |
|                                                              | Les Républicains conservent                                  |                                                              |                                                              |                                                              |

### 2018
| Élection de 2018 du 7e district congressionnel du New Jersey | Élection de 2018 du 7e district congressionnel du New Jersey | Élection de 2018 du 7e district congressionnel du New Jersey | Élection de 2018 du 7e district congressionnel du New Jersey | Élection de 2018 du 7e district congressionnel du New Jersey |
| ------------------------------------------------------------ | ------------------------------------------------------------ | ------------------------------------------------------------ | ------------------------------------------------------------ | ------------------------------------------------------------ |
| Parti                                                        | Parti                                                        | Candidat                                                     | Votes                                                        | %                                                            |
|                                                              | Démocrate                                                    | Tom Malinowski                                               | 166 985                                                      | 51,7                                                         |
|                                                              | Républicain                                                  | Leonard Lance (sortant)                                      | 150 785                                                      | 46,7                                                         |
|                                                              | Vert                                                         | Diane Moxley                                                 | 2676                                                         | 0,8                                                          |
|                                                              | Indépendant                                                  | Gregg Mele                                                   | 2296                                                         | 0,7                                                          |
| Total des votes                                              | Total des votes                                              | Total des votes                                              | 207 621                                                      | 100%                                                         |
|                                                              | Les Démocrates prennent aux Républicains                     |                                                              |                                                              |                                                              |

### 2020
| Élection de 2020 du 7e district congressionnel du New Jersey | Élection de 2020 du 7e district congressionnel du New Jersey | Élection de 2020 du 7e district congressionnel du New Jersey | Élection de 2020 du 7e district congressionnel du New Jersey | Élection de 2020 du 7e district congressionnel du New Jersey |
| ------------------------------------------------------------ | ------------------------------------------------------------ | ------------------------------------------------------------ | ------------------------------------------------------------ | ------------------------------------------------------------ |
| Parti                                                        | Parti                                                        | Candidat                                                     | Votes                                                        | %                                                            |
|                                                              | Démocrate                                                    | Tom Malinowski (sortant)                                     | 219 688                                                      | 50,6                                                         |
|                                                              | Républicain                                                  | Tom Kean Jr.                                                 | 214 359                                                      | 49,4                                                         |
| Total des votes                                              | Total des votes                                              | Total des votes                                              | 207 621                                                      | 100%                                                         |
|                                                              | Les Démocrates conservent                                    |                                                              |                                                              |                                                              |

### 2022
| Primaire Démocrate de 2022 du 7e district congressionnel du New Jersey | Primaire Démocrate de 2022 du 7e district congressionnel du New Jersey | Primaire Démocrate de 2022 du 7e district congressionnel du New Jersey | Primaire Démocrate de 2022 du 7e district congressionnel du New Jersey | Primaire Démocrate de 2022 du 7e district congressionnel du New Jersey |
| ---------------------------------------------------------------------- | ---------------------------------------------------------------------- | ---------------------------------------------------------------------- | ---------------------------------------------------------------------- | ---------------------------------------------------------------------- |
| Parti                                                                  | Parti                                                                  | Candidat                                                               | Votes                                                                  | %                                                                      |
|                                                                        | Démocrate                                                              | Tom Malinowski (sortant)                                               | 37 304                                                                 | 94,5                                                                   |
|                                                                        | Démocrate                                                              | Roger Bacon                                                            | 2185                                                                   | 5,5                                                                    |

| Primaire Républicaine de 2022 du 7e district congressionnel du New Jersey | Primaire Républicaine de 2022 du 7e district congressionnel du New Jersey | Primaire Républicaine de 2022 du 7e district congressionnel du New Jersey | Primaire Républicaine de 2022 du 7e district congressionnel du New Jersey | Primaire Républicaine de 2022 du 7e district congressionnel du New Jersey |
| ------------------------------------------------------------------------- | ------------------------------------------------------------------------- | ------------------------------------------------------------------------- | ------------------------------------------------------------------------- | ------------------------------------------------------------------------- |
| Parti                                                                     | Parti                                                                     | Candidat                                                                  | Votes                                                                     | %                                                                         |
|                                                                           | Républicain                                                               | Thomas Kean Jr.                                                           | 25 111                                                                    | 45,6                                                                      |
|                                                                           | Républicain                                                               | Philip Rizzo                                                              | 12 988                                                                    | 23,6                                                                      |
|                                                                           | Républicain                                                               | Erik Peterson                                                             | 8493                                                                      | 15,4                                                                      |
|                                                                           | Républicain                                                               | John P. Flora                                                             | 3051                                                                      | 5,5                                                                       |
|                                                                           | Républicain                                                               | John Isemann                                                              | 2732                                                                      | 5,0                                                                       |
|                                                                           | Républicain                                                               | Kevin Dorlon                                                              | 2237                                                                      | 4,1                                                                       |
|                                                                           | Républicain                                                               | Sterling Schwab                                                           | 429                                                                       | 0,8                                                                       |

| Élection de 2022 du 7e district congressionnel du New Jersey | Élection de 2022 du 7e district congressionnel du New Jersey | Élection de 2022 du 7e district congressionnel du New Jersey | Élection de 2022 du 7e district congressionnel du New Jersey | Élection de 2022 du 7e district congressionnel du New Jersey |
| ------------------------------------------------------------ | ------------------------------------------------------------ | ------------------------------------------------------------ | ------------------------------------------------------------ | ------------------------------------------------------------ |
| Parti                                                        | Parti                                                        | Candidat                                                     | Votes                                                        | %                                                            |
|                                                              | Républicain                                                  | Thomas Kean Jr.                                              | 159 392                                                      | 51,4                                                         |
|                                                              | Démocrate                                                    | Tom Malinowski (sortant)                                     | 150 701                                                      | 48,6                                                         |
| Total des votes                                              | Total des votes                                              | Total des votes                                              | 310 093                                                      | 100%                                                         |
|                                                              | Les Républicains prennent aux Démocrates                     |                                                              |                                                              |                                                              |

### 2024
| Primaire Démocrate de 2022 du 7e district congressionnel du New Jersey | Primaire Démocrate de 2022 du 7e district congressionnel du New Jersey | Primaire Démocrate de 2022 du 7e district congressionnel du New Jersey | Primaire Démocrate de 2022 du 7e district congressionnel du New Jersey | Primaire Démocrate de 2022 du 7e district congressionnel du New Jersey |
| ---------------------------------------------------------------------- | ---------------------------------------------------------------------- | ---------------------------------------------------------------------- | ---------------------------------------------------------------------- | ---------------------------------------------------------------------- |
| Parti                                                                  | Parti                                                                  | Candidat                                                               | Votes                                                                  | %                                                                      |
|                                                                        | Démocrate                                                              | Susan Atlman                                                           | 38 030                                                                 | 99,7                                                                   |

| Primaire Républicaine de 2022 du 7e district congressionnel du New Jersey | Primaire Républicaine de 2022 du 7e district congressionnel du New Jersey | Primaire Républicaine de 2022 du 7e district congressionnel du New Jersey | Primaire Républicaine de 2022 du 7e district congressionnel du New Jersey | Primaire Républicaine de 2022 du 7e district congressionnel du New Jersey |
| ------------------------------------------------------------------------- | ------------------------------------------------------------------------- | ------------------------------------------------------------------------- | ------------------------------------------------------------------------- | ------------------------------------------------------------------------- |
| Parti                                                                     | Parti                                                                     | Candidat                                                                  | Votes                                                                     | %                                                                         |
|                                                                           | Républicain                                                               | Thomas Kean Jr. (sortant)                                                 | 37 623                                                                    | 78,1                                                                      |
|                                                                           | Républicain                                                               | Roger Bacon                                                               | 10 460                                                                    | 21,7                                                                      |

| Élection de 2022 du 7e district congressionnel du New Jersey | Élection de 2022 du 7e district congressionnel du New Jersey | Élection de 2022 du 7e district congressionnel du New Jersey | Élection de 2022 du 7e district congressionnel du New Jersey | Élection de 2022 du 7e district congressionnel du New Jersey |
| ------------------------------------------------------------ | ------------------------------------------------------------ | ------------------------------------------------------------ | ------------------------------------------------------------ | ------------------------------------------------------------ |
| Parti                                                        | Parti                                                        | Candidat                                                     | Votes                                                        | %                                                            |
|                                                              | Républicain                                                  | Thomas Kean Jr. (sortant)                                    | TBD                                                          | TBD                                                          |
|                                                              | Démocrate                                                    | Susan Atlman                                                 | TBD                                                          | TBD                                                          |
|                                                              | Vert                                                         | Andrew Black                                                 | TBD                                                          | TBD                                                          |
|                                                              | Libertarien                                                  | Lana Leguia                                                  | TBD                                                          | TBD                                                          |
| Total des votes                                              | Total des votes                                              | Total des votes                                              | TBD                                                          | 100%                                                         |
|                                                              |                                                              |                                                              |                                                              |                                                              |